# 한국의 고개
한국의 고개는 대한민국과 조선민주주의인민공화국에 위치한 고개를 모두 포함하며, 아래는 한국에 위치한 고개의 목록이다.

## ㄱ
- 가목재: 해발 700m, 전북특별자치도 무주군의 무풍면과 경상북도 김천시 부항면
- 각희재: 강원특별자치도 정선군 몰운에서 남면 능전으로 넘어가는 고개
- 간월재: 해발 902m, 울산광역시 울주군 언양면
- 갈령: 해발 443m, 경상북도 상주시 동관리
- 갈령: 해발 770m 경상북도 울진군 북면 나곡리
- 갈골령: 해발 433m, 자강도 만포시 남상리와 위원군 향양리 사이에 있는 고개.
- 갈목재: 해발 390m
- 감우재: 충청북도 음성군 음성읍 소여리
- 개골령: 해발 806m, 강원특별자치도
- 개머리재: 해발 270m, 경상북도 김천
- 개터재: 해발 355m 경상북도 김천
- 건의령: 해발 806m 강원특별자치도
- 계립령:
- 고모령: 대구광역시 수성구 만촌동
- 고부령:
- 고초령:
- 고치령: 해발 770m 경상북도 영주시와 충청북도 단양군을 잇는 고갯길
- 곰배령: 해발 1,164m 강원특별자치도 인제군
- 꼭두방재: 경상북도 포항시 죽장면과 청송군 현동면의 경계에 있는 고개
- 광치령: 해발 641m 강원특별자치도 양구군과 인제 원통을 잇는 31번국도의 고개길.
- 괘방령:
- 구덕령:
- 구룡령: 해발 1,010m 강원특별자치도
- 구부시령:
- 구주령: 해발 550m 경상북도
- 궤방령: 충청북도 영동군 매곡면과 경상북도 김천시 대항면을 잇는 고개
- 금패령: 해발 1,676m 함경남도 신흥군과 량강도 김형권군 경계에 있는 고개.
- 깃대령: 강원도(북한) 안변군

## ㄴ
- 남령:
- 남갈령: 함경남도 홍원군과 북청군의 경계.
- 남태령: 해발 109m 서울특별시 관악구와 경기도 과천시의 경계에 있는 고개.
- 넛재: 해발 896m 경상북도 봉화군 석포면과 소천면 경계에 있는 고개.
- 노령: 해발 276m 전북특별자치도 정읍시와 전라남도 장성군 북이면 경계에 있는 고개
- 노귀재: 경상북도 청송군 현서면과 영천시 화북면의 경계에 있는 고개
- 노나무재: 해발 1,150m 강원특별자치도 정선군 동면
- 눌재:
- 느릅령: 해발 642m 강원특별자치도 태백시 연화동 통리 예랑골 입구에서 도계 심포리 넘어가는 고개
- 늦은맥이재:

## ㄷ
- 다릿재:
- 단목령:
- 단발령: 해발 824m 강원특별자치도
- 담티고개: 담티역 문서를 참조
- 닭목령: 강원특별자치도 강릉시 왕산면 대기리
- 대간령: 해발 641m
- 대관령: 해발 865m 강원특별자치도 영동과 영서를 연결하는 관문
- 대승령: 해발 1,210m 강원특별자치도
- 대쌍령: 경기도 광주시 초월읍 대쌍령리
- 대왕재:
- 더산재:
- 덕산재: 해발 1,320m
- 덕유대령: 해발 1,503m 함경남도 장진군과 자강도 낭림군과 용림군의 경계
- 도래기재:
- 도삼재: 해발 413m 경상북도 경산시
- 돌산령: 강원특별자치도 해발 958m
- 동엽령: 해발 1,320m
- 동점령: 해발 1,891m 량강도 갑산군 동점노동자구에 있는 고개.
- 두문동재: 해발 1,268m 강원특별자치도 태백시 화전동에서 정선군 고한리로 넘어가는 고개
- 두밀령: 강원특별자치도 양구군 동면 월운리

## ㅁ
- 마구령: 해발 820m 경상북도 영주시 부석면 남대리~임곡리를 이어주는 고개
- 마당재: 해발 910m 경상북도
- 마등령: 해발 1,327m 강원특별자치도
- 마식령: 해발 788m 함경남도 달악산과 고춘봉 사이
- 마천령: 해발 873m 함경북도
- 만항재: 해발 1,330m 강원특별자치도 정선군 고한읍
- 멧둔재: 강원특별자치도 영월군 미탄면
- 문재: 해발 800m 강원특별자치도 평창군과 횡성군 경계
- 목골재: 해발 1,000m 강원특별자치도 평창군 진부면
- 모래재: 전북특별자치도 완주군 소양면과 진안군 부귀면의 경계에 있는 고개
- 못재: 해발 810m
- 묘적령:
- 무령:
- 문경새재: 백두대간의 조령산 마루를 넘는 고개이다
- 미시령: 해발 832m 강원특별자치도 고성군 토성면과 인제군 북면의 경계
- 밀목재:

## ㅂ
- 바람재:
- 바위고개: 경상북도 칠곡군과 대구광역시 달성군의 경계를 이루는 작은 고개
- 박달령: 해발 457m
- 밤나무재: 강원특별자치도 강릉시 왕산면에서 정선군 북면
- 밤머리재: 해발 590m 경상남도 산청군
- 밤티재:
- 밤재: 전라남도 구례군과 강진군
- 배티재: 해발 349m, 충청남도 금산군 진산면과 전북특별자치도 완주군 운주면을 잇는 고개.
- 배후령: 해발 600m로 된 강원특별자치도 춘천시와 화천군을 잇는 고개
- 백마령: 해발 240m, 충청북도 음성군
- 백복령: 해발 780m 강원특별자치도 동해~임계 구간 고개
- 뱃재: 해발 470m 강원특별자치도 평창군 평창읍 주진리
- 벌문재: 해발 795m 강원특별자치도 정선군
- 벽소령:
- 보래령: 해발 1,065m 강원특별자치도 홍천군 내면에서 남쪽의 봉평장으로 넘나들던 큰 고갯길
- 복성이재:
- 봇재:
- 부전령: 해발 1,445m 함경남도
- 부항령: 해발 690m
- 북암령: 강원특별자치도
- 분수령:
- 불란치재:
- 비령:
- 비재:
- 비티재:
- 비행기재: 해발 618m 강원특별자치도 정선군 정선읍과 평창군 미탄면을 잇는 고개

## ㅅ
- 사수재:
- 사치재:
- 삼마골재:
- 삼마치: 해발 460m 강원특별자치도 홍천군 홍천읍과 횡성군 공근면의 경계
- 삼수령: 강원특별자치도 태백시 적각동 135번지
- 삼승령: 경상북도
- 삼아령: 해발 926m 강원특별자치도 태백시
- 삽당령: 강원특별자치도
- 삿갓골재:
- 삿갓재:
- 새재: 경상남도 산청군
- 생계령: 해발 640m
- 석개재: 강원특별자치도 삼척시 가곡면, 봉화군 석포면, 조선 누층군 태백층군이 가장 잘 드러난 곳
- 석파령:
- 선자령: 해발 832m 강원특별자치도 평창군 도암면, 강릉시 성산면
- 설한령: 해발 1,433m 함경남도 장진군과  자강도 낭림군과 용림군의 경계
- 성마령: 강원특별자치도 정선군 정선읍~평창군 미탄면,
- 성삼재: 해발 1,090m 전라남도 구례군 산동면 지리산 노고단
- 소간령:
- 소정재: 해발 290m 경상북도
- 소파령:
- 소태재: 해발 273m 충청북도 충주시 소태면
- 솔개골령:
- 쇠목재: 해발 600m
- 송이재: 해발 772m 강원특별자치도 태백시
- 송치재: 전라남도 순천시
- 수령: 해발 940m 덕유산
- 수갈령: 강원특별자치도 평창군
- 수분령: 해발 530m 전북특별자치도 장수군
- 신배령:
- 신불재:
- 신의터재: 해발 280m 금은봉과 장자봉 사이에 있는 고개로 금강과 낙동강의 분수령
- 신풍령: 해발 1,479m
- 십이령: 경상북도 울진군
- 싸리재: 해발 1,268m 강원특별자치도 정선군 사북읍과 태백시를 잇는 고개
- 쑥밭재:

## ㅇ
- 아득령: 해발 1,479m 함경남도
- 양안치재: 해발 380m 강원특별자치도 원주시 귀래면
- 여우재: 해발 640m 강원특별자치도 평창군
- 여원재: 해발 470m
- 염불재:
- 영원령:
- 오도재: 경상북도
- 오두재: 해발 890m 강원특별자치도 정선군
- 옷재:
- 우두령: 해발 580m 경상북도 김천시 대덕면과 경상남도 거창군 웅양면을 잇는 고개.
- 운두령: 해발 1,089m 강원특별자치도 평창군 용평면과 홍천군 내면의 경계.
- 울치재: 해발 490m 경상북도 영양군 석보면 양구리~영덕군 창수면 창수원을 넘는 고개.
- 원기령:
- 원창고개: 강원특별자치도 춘천시
- 월성재:
- 윗 왕실재: 해발 400m 경상북도 김천시
- 윙계재: 경상북도
- 유문동재: 강원특별자치도
- 육십령: 해발 734m 전북특별자치도 경상남도 26번국도
- 은비령: 강원특별자치도 한계령의 샛길
- 이기령:
- 이화령: 해발 548m 충청북도 괴산군과 경상북도 문경시의 경계를 이루는 고개.
- 임걸령: 해발 1,424m
- 예재: 전라남도 보성군

## ㅈ
- 장구목재:
- 저수령:
- 저항령:
- 적유령: 해발 969m
- 전우재:
- 전재: 해발 540m 강원특별자치도 횡성군 안흥면
- 조령: 해발 643m 경상북도 문경시 문경읍과 충청북도 괴산군 연풍면 경계
- 조도령: 강원특별자치도 태백시
- 조침령:
- 죽령: 해발 689m 충청북도 경상북도
- 중재:
- 지기재:
- 지릿재 : 해발 230m 경상남도
- 지지대 고개: 경기도 수원시
- 진부령: 해발 530m 강원특별자치도 인제군 북면과 고성군 간성읍 사이

## ㅊ
- 차령:
- 창수령: 경상북도 영덕군 창수면~영양을 넘는 고개
- 천령: 강원특별자치도 태백시
- 철령: 해발 685m 강원도(북한) 안변군과 함경남도 회양군의 경계
- 철갑령: 해발 1,013m 강원특별자치도
- 청석령:
- 추령:
- 추가령: 해발 586m 강원도(북한) 세포군 삼방리·대곡리 경계
- 추지령: 해발 645m 강원도(북한) 회양군과 통천군의 경계에 있는 고개
- 추풍령: 해발 200m 충청북도 영동군 추풍령면과 경상북도 김천시 봉산면 경계
- 치악재: 해발 450m 강원특별자치도 원주시 신림면 해
- 치재:
- 치술령: 해발 765m
- 칠족령: 강원특별자치도 평창군 미탄면, 정선군 남면

## ㅋ
- 큰재: 해발 305m 경상북도 김천시

## ㅌ
- 통점령: 해발 795m

## ㅍ
- 파계재:
- 파군재:
- 팔령: 전북특별자치도 함양군 함양읍과 남원시 인월면의 경계
- 팔량치: 해발 513m 전북특별자치도 경상남도
- 팔조령: 경상북도
- 피재:
- 피앗재:

## ㅎ
- 하늘재:
- 한계령: 해발 917m 강원특별자치도 양양군과 속초시 사이를 잇는 경계
- 한의령(건의령): 해발 840m 강원특별자치도 삼척시 도계읍과 태백시 사이
- 한채재:
- 한치령: 경기도 가평군
- 한퇴재:
- 한티재:
- 허항령: 해발 1,401m 함경남도 함경북도
- 헐티재: 해발 535m 경상북도
- 화령: 해발 320m
- 화령재: 해발 320m
- 화방재: 해발 960m 강원특별자치도 태백시
- 화비령: 강원특별자치도 강릉시 강동면 임곡리 모전리와 산성우리 사이에 있는 큰 고개
- 화절령: 강원특별자치도 정선군과 영월군을 잇는 고갯길
- 환희령: 강원특별자치도 춘천시 북산면 청평 1리
- 황초령: 해발 1,200m 함경남도
- 회룡재: 해발 340m 경상북도 김천시
- 회엄이재:
- 횡경재: 해발 1,246m
- 후치령: 해발 1,335m
- 희애재:
- 희여치: 광주광역시 광산구